# Opius
Opius Wesmael, 1835 è un genere di insetti imenotteri, appartenenti alla famiglia dei Braconidi.
Sono insetti parassiti soprattutto delle larve dei Ditteri e largamente utilizzati nella lotta biologica contro i ditteri nocivi.
Una specie nota è l'Opius concolor, che si sviluppa come parassita endofago della Bactrocera oleae fitofago dell'olivo.